# Aeroporto Capitán FAP Pedro Canga Rodríguez
O Aeroporto Cap. FAP Pedro Canga Rodríguez (IATA: TBP, ICAO: SPME) serve a cidade de  Tumbes, Peru. Está localizado a 8,5 km do centro da cidade e seu acesso é feito pela Rodovia Pan-americana. Foi batizado em homenagem ao herói nacional Comandante Pedro Canga Rodríguez.

## Características
Tendo sido inaugurado em 1968, é operado desde março de 2008 pela empresa  Aeropuertos del Perú, empresa privada que ganhou a concessão do aeroporto em 2006. 
é o principal aeroporto da região de  Tumbes. Além dos Tumbesinos é utilizado principalmente pelos turistas que visitam o balneário de Máncora,um dos principais destinos turísticos do norte do Peru. Pela sua proximidade com a fronteira com o Equador é utilizado pelos habitantes do outro país como porta de entrada para Lima pelo menor custo da taxa de embarque de um voo doméstico.

## Companhias aéreas e destinos
| Companhias  | Destinos |
| ----------- | -------- |
| LATAM Perú  | Lima     |
| Sky Airline | Lima     |